# Boeing CH-46 Sea Knight
Boeing CH-46 Sea Knight (oznakowanie cywilne Boeing Vertol 107) – amerykański wojskowy i cywilny śmigłowiec transportowy, pasażerski i ratunkowy. Zastąpiony przez Boeing CH-47 Chinook.

## Historia

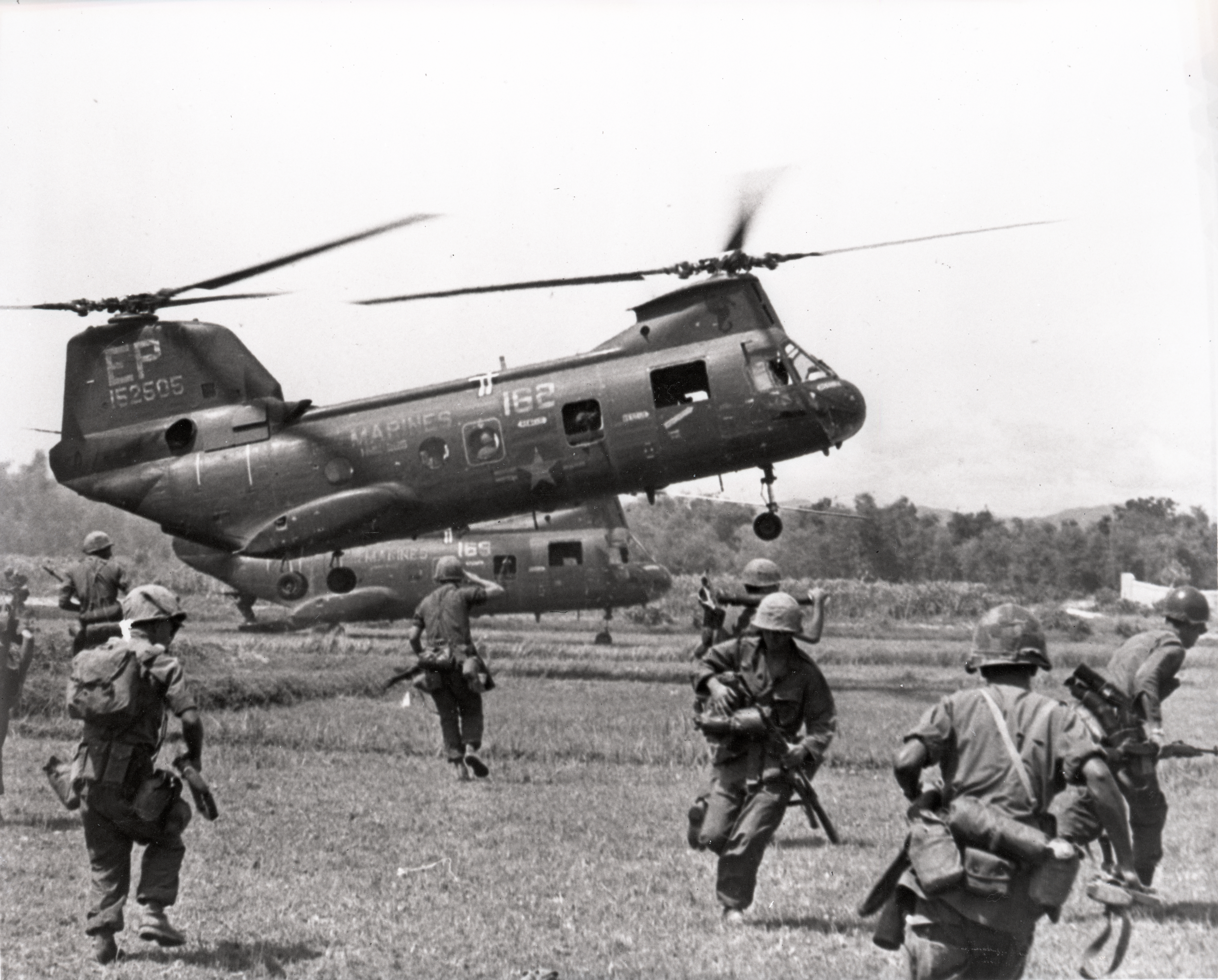
Sea Knight podczas wojny wietnamskiej

W 1956 roku w wytwórni  Vertol Aircraft Corporation należącej do koncernu Boeing rozpoczęto opracowywanie nowych śmigłowców transportowych opartych na nowej koncepcji konstruktora Franka Piaseckiego. Miały to być dwusilnikowe śmigłowce z kadłubem zbliżonym do samolotu, bez wirnika ogonowego.
Tak opracowany projekt otrzymał fabryczne oznaczenie Model 107. Pierwszy prototyp śmigłowca został zbudowany w dniu 12 sierpnia 1958 roku i był wyposażony w dwa silniki turbinowe Lycoming T53. Śmigłowcem tym zainteresowała się armia Stanów Zjednoczonych, które zamówiła 10 śmigłowców tego typu z mocniejszymi silnikami General Electric YT58 i powiększoną o 0,6 m średnicą wirnika. Tak opracowany śmigłowiec otrzymał oznaczenie wojskowe oznaczenie YHC-1A.
Pierwszy śmigłowiec YHC-1A został oblatany 27 sierpnia 1959, lecz dowództwo armii po wstępnych testach stwierdziło, że jest zbyt mały i zamówiło następnych 5 prototypów powiększonych w stosunku do poprzedniej wersji, które miały spełniać rolę taktycznych śmigłowców transportowych. Tak opracowana wersja otrzymała oznaczenie wojskowe YHC-1Bs i stała się początkiem nowego śmigłowca Boeing CH-47 Chinook. Natomiast wersja YHC-1A stała się pierwowzorem cywilnego śmigłowca Boeing Vertol 107.
W czasie gdy lotnictwo armii USA zrezygnowało z tego śmigłowca, dowództwo lotnictwa marynarki wojennej Stanów Zjednoczonych ogłosiło konkurs na opracowanie śmigłowca transportowego dla marynarki wojennej oraz Korpusu Marines. Na konkurs ten firma Boeinga zgłosiła śmigłowiec Model 107M, który był zmodyfikowaną wersją śmigłowca Model 107. W 1960 roku konkurs został rozstrzygnięty i dowództwo marynarki zamówiło 50 śmigłowców Model 107M. Pierwsze z nich zostały skierowane do jednostek lotniczych marynarki w październiku 1962 roku i otrzymały wtedy oznaczenie Boeing CH-46A Sea Knight.
Śmigłowce te skierowano do Wietnamu, gdzie niektóre z nich zostały uzbrojone w 2 karabiny maszynowe kal. 7,62 mm strzelające przez otwarte drzwi.
Produkowane wersje śmigłowca Boeing CH-46:
- Model 107 – wersja podstawowa, śmigłowiec pasażerski dla lotnictwa cywilnego
- CH-46A – wersja dla lotnictwa korpusu piechoty morskiej USA
- UH-46A Sea Knight – wersja dla lotnictwa marynarki wojennej USA
- UH-46B – wersja testowa dla lotnictwa USA
- CH-46D – wersja dla lotnictwa korpusu piechoty morskiej ze zmodyfikowanymi silnikami
- UH-46D – wersja dla lotnictwa marynarki
- RH-46E – wersja śmigłowca do poszukiwania min
- CH-46F – wersja dla korpusu piechoty morskiej z ulepszoną elektroniką
- CH-113 Labrador – wersja do poszukiwań i ratownictwa morskiego dla kanadyjskiego lotnictwa morskiego
- HPK-4 – wersja dla lotnictwa szwedzkiego

Śmigłowcem tym zainteresowała się również Japonia i firma Kawasaki zakupiła licencję na budowę śmigłowca Model 107 dla potrzeb lotnictwa cywilnego i wojskowego.
Wersje produkowane w Japonii:
- Model 107/11 KV-2 – wersja pasażerska produkowana dla amerykańskich linii lotniczych Airways i rządu Tajlandii
- Model 107/11 KV-3 – wersja wojskowa, śmigłowiec do poszukiwania min morskich
- Model 107/11 KV-4 – wersja wojskowego śmigłowca transportowego
- Model 107/11 KV-5 – wersja wojskowa dla ratownictwa morskiego, produkowana na zamówienie  japońskich Sił Samoobrony i szwedzkiej marynarki wojennej
- Model 107/11 KV-7 – luksusowa wersja dla przewożenia VIP (od 6 do 10 miejsc pasażerskich)
- Model 107 KV / IIA – wersja przystosowana do lotów w warunkach tropikalnych

Produkcję śmigłowców Boeing CH-46 została ostatecznie zakończona lutym 1971 roku i łącznie zbudowano około 740 śmigłowców (w tym 140 w Japonii) wszystkich wersji.

## Służba w lotnictwie
Pierwsze seryjne śmigłowce Boeing CH-46 trafiły do lotnictwa korpusu piechoty morskiej USA w 1962 roku. Od razu też skierowano je do działań bojowych w Wietnamie, gdzie przeszły chrzest bojowy.
W miarę dostaw z czasem śmigłowiec Boeing CH-46 stał się podstawowym średnim śmigłowcem transportowym lotnictwa marynarki wojennej USA i korpusu piechoty morskiej USA. Śmigłowce te uczestniczyły we wszystkich operacjach wojskowych USA do chwili obecnej. Od września 2004 roku zaczęto je wycofywać z użycia, zastępując je nowymi śmigłowcami. Ostatecznie mają zostać wycofane w 2014 roku.
Oprócz lotnictwa amerykańskiego użytkowane są również w lotnictwie kanadyjskim, szwedzkim, japońskim.
Wersja cywilna tego śmigłowca używana jest w lotnictwie Tajlandii oraz w amerykańskich liniach lotniczych Airways.

## Opis konstrukcji
Boeing CH-46 to dwusilnikowy śmigłowiec transportowy o konstrukcji metalowej. Podwozie stałe, trójpodporowe. Wirniki trójłopatowe. Napęd stanowią dwa silniki turbinowe.